# 松村和彦
松村 和彦（まつむら かずひこ、1963年7月17日 - ）は、広島県出身の元サッカー審判員。サッカー指導者。
筑波大学卒業。1995年12月に1級審判登録され、主にJリーグ ディビジョン1で主審を務めた。2008年までは国際主審も務め、2006 FIFAワールドカップ・アジア予選や2010 FIFAワールドカップ・アジア3次予選で笛を吹いた。
少々の接触プレーではほとんどファウルを取らない、Jリーグでも屈指の「流す主審」として知られ、審判批評を行う石井紘人も「Jリーグで最もフットボールコンタクトに寛容な主審」の上位に名を連ねる一人だろうと評している。時に明らかなファウルすら流して物議をかもすことはあるが、頻繁にプレーを止めて試合を壊すことのない判定姿勢である。
1999年にはアメリカ・メジャーリーグサッカー（MLS）で主審を務めた。（日本人では上川徹に次いで2人目）。
正職は広島県の広島県立海田高等学校の体育教師で、同校サッカー部監督、生徒指導も務める。
2023年現在
練習メニューは毎日固定されており、永遠と同じメニューを繰り返すため、しばし生徒は抜け出せないループに入ったと勘違いしていた。授業中イザナミから抜け出せないとの声も上がるほどだという。